# 122a Brigada Mixta (Exèrcit Popular de la República)
La 122a Brigada Mixta va ser una unitat de l'Exèrcit Popular de la República creada durant la Guerra Civil Espanyola. Pertanyia a la 27a Divisió i al llarg de la contesa va operar als fronts d'Aragó, Batalla de Terol, Segre, batalla de l'Ebre i a l'ofensiva de Catalunya, tenint un paper rellevant dins d'aquesta.

## Historial
La unitat va ser creada el maig de 1937 a partir de l'1er Regiment de l'antiga Divisió «Carles Marx», (anterior Columna Trueba-Del Barrio i posteriorment Columna Carles Marx, formada principalment per homes de la UGT i del PSUC) que després de la militarització es va convertir en la 27a Divisió de l'Exèrcit Popular de la República; Aquesta estaria composta per la 122a, 123a i 124a Brigades Mixtes, i va quedar enquadrada dins del XI Cos d'Exèrcit. Al capdavant de la 122a BM va quedar el major milícies Marcelino Usatorre Royo, mentre que per a la prefectura d'Estat Major va ser nomenat el capità d'Infanteria Manuel Labandera Genovés. Com a comissari polític va ser nomenat Ignacio Tresaco Ayerre, del Partit Socialista Unificat de Catalunya (PSUC). Els Batallons de la 122a Brigada Mixta van passar a enumerar-se com el 485, 486, 487 i 488, amb cinc companyies cadascun. A cada Brigada Mixta s'hi agregaven a més a més, unitats d'artilleria i de cavalleria.
Front d'Aragó
Poc després de la seva creació, la brigada va participar en l'ofensiva d'Osca. Aquesta ofensiva (duta a terme entre el 12 i el 19 de juny de 1937) es va dur a terme com un atac de distracció per mirar d'alleugerir la pressió de les tropes franquistes sobre el País Basc, a Biscaia, concretament a la ciutat de Bilbao, que estava a punt de caure. El ministre de Defensa de la República d'aquell moment, Indalecio Prieto, va aprovar-ne el pla i per executar-lo se li encarrega al cap de l'Exèrcit de l'Est, el general Sebastián Pozas Perea. Alhora, aquest recau en el tinent coronel en cap d'Estat Major de l'Exèrcit de l'Est Vicenç Guarner Vivancos.
Dins de les Brigades Mixtes de la 27a Divisió, la 122a Brigada Mixta va tenir un paper destacat durant l'ofensiva republicana, encara que la temptativa finalment va fracassar, el propi comandant de la unitat, Marcelino Usatorre, va resultar ferit a la mà i pel seu acompliment seria recompensat amb un ascens. La 124a Brigada Mixta també patiria bombardejos i atacs d'artilleria en algun moment de l'ofensiva, però seria la 123a Brigada Mixta la que amb els seus batallons d'infanteria tindria la participació més destacada en aquesta i per tant, la que sofriria més baixes. Posteriorment durant els mesos de juliol i agost la 122a Brigada Mixta restaria acantonada per les immediacions de Tardienta, Alcubierre, Senés de Alcubierre, Torralba de Aragón i Robres igual que les Brigades Mixtes 123a i 124a tot i que en algun moment anessin a la rereguarda a la població de Fraga. A partir del 18 i 19 d'agost les unitats que formen part de la 27a Divisió a poc a poc es van atansant cap al Vedat de Zuera, passat Torralba de Aragón, que seran els llocs inicials que configuraran la seva participació en l'ofensiva de Saragossa.
Del 24 d'agost al 7 de setembre de 1937 es produeix l'ofensiva de Saragossa, en la que la 122a Brigada Mixta participa juntament amb la 123a i la 124a Brigades de la 27a Divisió. Com l'anterior d'Osca, ha de ser un atac de distracció per mirar d'alleugerir la pressió que les tropes franquistes fan sobre el front Nord, a Cantàbria, concretament sobre la ciutat de Santander, localitat que en aquells moments també està a punt de caure. Les forces franquistes estan fortament ancorades al terreny de la llarga línia del front marcada per Zuera, San Mateo de Gállego, Leciñena, el port d'Alcubierre, Perdiguera, les muntanyes de Villamayor de Gállego i d'Alfajarín, Pina de Ebro, Quinto, Codo, Belchite, Fuendetodos i Villanueva de Huerva. A partir d'aquí, el general Pozas i el seu comandament d'Estat Major, ara el coronel Antonio Cordón, estableixen el quarter general a Bujaraloz.
La 27a Divisió va formar part de l'anomenada "Agrupació A", manada el major de milícies Manuel Trueba Mirones. En col·laboració amb la 123a i 124a Brigades (que són les Brigades que van tindre els combats més aferrisats per intentar conquerir la localitat de Zuera i rodalia ja que en un primer moment aquesta es va quedar a la reserva) la 122a Brigada Mixta també es va llençar en l'intent però sense poder aconseguir-ho. La 27a Divisió dins de l'Agrupació A va partir, ja de matinada, de la seva ubicació a Valdecompadre, entre Zuera, Torralba de Aragón i Senés, a uns 8 quilòmetres de Zuera. Segons diferents dietaris dels soldats de la 27 Divisió els batallons de la 123 Brigada Mixta va superar les defenses nacionals de Valseca i Casa Montoya on hi havia combats molt forts, així com l'estació del ferrocarril i el riu Gállego. Es va considerar que en el conjunt del dia l'avanç va ser considerable al sector de Zuera, tot i que aquest va ser el límit dels republicans a la zona, on l'Agrupació A va quedar aturada. L'endemà, el 25 d'agost, tenen lloc diferents contraatacs franquistes i combats duríssims i l'Agrupació A cedeix part del que havia ocupat el dia anterior, la qual cosa fa que hagin de retornar els republicans al marge dret del riu Gállego i recuperin així els nacionals les seves posicions. El 27 d'agost es pot dir que l'Agrupació A resta totalment aturada al seu sector, però conserva les seves posicions. El major de la 27a Divisió, Manuel Trueba, llança nous assalts contra la població de Zuera, on se succeeixen violents combats, entre atacs i contraatacs, però no pot conquerir-la, tot i que sí que arriba a ocupar l'estació de ferrocarril. Al final de la jornada, però, i després del fracàs en l'intent de conquerir Zuera i avançar cap a San Mateo de Gállego, es dona ordres a l'Agrupació A que s'estableixi defensivament en les posicions que té actualment. Tot i aquests extrems, les línies republicanes que s'han aposentat sobre el riu Gállego comencen a veure’s seriosament amenaçades. Entre el 27 i 28 d'agost comença a intervindre en els combats la 122a Brigada Mixta. El 29 d'agost es pot dir que és un dia de calma, després de pràcticament esgotada l'ofensiva de l'Exèrcit de l'Est, i les tropes mantenen les seves posicions sobre les línies conquerides. El dia 30, al sector nord de l'Ebre, la 27a Divisió de l'Agrupació A realitza un considerable esforç, i un cop superada per l'est la localitat de San Mateo de Gállego, que resisteix molt bé, conquereix, entre d'altres, les cotes Boyal, El Saso y San Juan, així com el Vèrtex Corbatuela. Es talla així la comunicació entre San Mateo de Gállego i Leciñena, i s'amenaça d'envoltar aquest poble. Entre el dia 1 i el 6 de setembre, les forces franquistes trenquen el setge que les tropes de la 27 Divisió realitzen sobre Zuera i aconsegueixen reconquerir tots els territoris que les tropes republicanes han ocupat temporalment. Manuel Trueba Mirones és destituït per aquest fracàs el 29 d'agost i passa al capdavant de la 27 Divisió José del Barrio, el 2 de setembre.
Tornaria a participar en una nova temptativa sobre Saragossa, entre el 9 i l'11 d'octubre de 1937, que es va saldar en un fracàs.
El 25 de gener de 1938, durant la batalla de Terol, la 122a BM va acudir al front i va atacar les línies enemigues, ocupant Casas de la Soya —operació durant la qual va sofrir 516 baixes. L'endemà passat va arribar fins a les posicions franquistes a Singra, però va haver de retirar-se sense haver aconseguit conquistar la localitat. Durant la batalla de l'Alfambra va ser enviada en suport de la 132a Brigada Mixta, encara que quan va arribar a la seva destinació les posicions ja havien caigut en mans enemigues.
Al començament de l'ofensiva franquista a Aragó va ser enviada a Utrillas per a defensar aquesta localitat, però el 12 de març va haver de retirar-se davant la pressió enemiga; el 24 de març es va retirar cap a la línia defensiva del riu Cinca, encara que després de la conquesta franquista de Lleida es va situar en una nova línia defensiva situada al riu Segre. Marcelino Usatorre va passar a manar la 27a Divisió, per la qual cosa el comandament de la 122a BM va passar al major de milícies Manuel Pérez Cortés.

### Catalunya
Al maig va participar en l'Ofensiva de Balaguer, on va intervenir en els combats més sanguinaris. El 22 de maig va avançar cap a la Vall de Camarasa i el Barranc Salat fins a la Torre Figueras; el 486è batalló va assaltar dues vegades la posició coneguda com «La Merenga», encara que sense èxit. Durant els següents dos dies el 485è batalló va repetir els assalts contra aquesta posició, però van ser rebutjats. Durant el 26 i 27 de maig el 485è batalló va continuar pressionant, però les unitats franquistes —Tiradors d'Ifni i un batalló canari— van rebutjar una vegada i una altra els atacs. La 122a BM va tenir unes pèrdues molt elevades durant aquesta ofensiva, encara que es va llaurar un gran prestigi.
Després de ser reorganitzada, la 122a BM va intervenir en la batalla de l'Ebre. El 2 d'agost la 27a Divisió va creuar l'Ebre, dirigint-se a Camposines i posteriorment a Gandesa, on el 3 d'agost va rellevar a les forces de 16a Divisió. El 6 d'agost va rellevar a les forces de la 35a Divisió Internacional en la zona de Vilalba dels Arcs i el dia 19 va sostenir forts combats amb les forces enemigues en la zona Vilalba-Corbera-Vèrtex Gaeta. El 3 de setembre una potent ofensiva enemiga va caure sobre la 122a BM en la zona de Corbera-Gandesa, havent de retirar-se a Camposines. En la nit del 13 al 14 de setembre es va retirar del front de guerra i va creuar el cap de pont en sentit invers, trobant-se pràcticament desfeta.
Després del final de la batalla de l'Ebre la prefectura d'Estat Major va ser assumida pel capità de milícies Amadeu Bertomeu Esquius. Tanmateix la 122a BM havia sofert un nombre de baixes tan elevat que tant la pròpia brigada com la 27a Divisió seguien sense estar reconstruïdes quan el desembre de 1938 va començar la campanya de Catalunya.

## Comandaments
Comandants
- Major de milícies Marcelino Usatorre Royo.[12]
- Major de milícies Manuel Pérez Cortés.
- Major de milícies Astúries?

Caps d'Estat Major
- Capità d'infanteria Manuel Labandera Genovés.
- Capità de milícies Amadeu Bertomeu Esquius.

Comissaris
- Ignacio Tresaco Ayerre, del PSUC.
- Sabino Saceda Alonso, del PSUC.